# КК АЕК Атина
КК АЕК Атина (грч. Αθλητική Ένωσις Κωνσταντινουπόλεως — Athlitiki Enosis Konstantinoupoleos) грчки је кошаркашки клуб из Атине. У сезони 2024/25. такмичи се у Првој лиги Грчке и у ФИБА Лиги шампиона.

## Историја
Клуб је основан 1924. од грчких избеглица из Константинопоља (данас Истанбулa) за време Грчко-турског рата 1919—1922. КК АЕК је најуспешнији спортски клуб унутар АЕК-овог спортског друштва. Кошаркашки клуб АЕК био је први први грчки спортски клуб који је освојио међународни трофеј у било ком спорту. Спортско друштво АЕК је утемељено 1924, а исте године је утемељен и кошаркашки клуб. Осим првог међународнога трофеја АЕК је освојио и прво кошаркашко првенство (1924) чији је организатор и главни спонзор, занимљиво, био амерички колеџ YMCA. До оснивања Грчког кошаркашког савеза сви трофеји који су били освојени су се признавали, но сматрали су се неслужбенима. АЕК држи и још један јединствени рекорд: никада нису изгубили серију доигравања на свом терену од оснивања прве професионалне кошаркашке лиге у Грчкој (сезона 1963/64).
АЕК је била прва грчка кошаркашка екипа која је наступила на завршном турниру Европског првенства, данас фајнал Фора Евролиге (1966). 4. априла 1968. АЕК је освојио Сапорта куп, победивши Славију из Прага резултатом 89:82. Финална утакмица је одиграна пред 80.000 гледалаца, што је и данас рекордна посећеност на једној кошаркашкој утакмици (према Гинисовој књизи рекорда). Златну еру АЕК-а прекинуо је пораз од Вишија у полуфиналу Купа победника купова. АЕК је шездесетих година 20. века био доминантан клуб у грчкој кошарци што се показало освајањем домаћег првенства 1963—1966, 1968. и 1970. године. 
Идуће деценије је било изузетно лоше и АЕК је изгубио сав добар глас и гламур који га је пратио. Освојен је само један домаћи куп 1981. Средином осамдесетих АЕК је био у опасности од испадања, но сваке сезоне се некако успео спашавати.
Ипак, АЕК се успео вратити у касним деведесетим 20. века, када су играли шест пута заредом Фајнал Фор грчког купа (1996—2001), четири пута заредом играли у финалу истог такмичења (1998—2001), те два пута заредом освојили Грчки кошаркашки куп (2000. и 2001). Невероватном завршницом грчкога првенства освојили су и првенство након више од три деценије победом над Олимпијакосом. Наиме, Олимпијакос је победио у прве две утакмице у серији на 3 победе, да би АЕК преокренуо ствари у своју корист победама у три идуће утакмице. Осим овога успеха, били су у финалу доигравања 1997, 2003. и 2005.
У истој ери АЕК је поново постао запажени европски клуб. Године 1998. на завршном турниру Евролиге су у полуфиналу победили италијански Бенетон Тревизо резултатом 67:66, а затим су поражени у финалу од још једне италијанске екипе, Виртус Болоње, 44:58. Осветили су се Виртусу победом у финалу Сапорта купа 2000. године. Године 2001, АЕК је стигао до Фајнал Фора Евролиге, али су тамо изгубили од ТАУ Керамике укупним резултатом 0:3.

## Успеси

### Национални
- Првенство Грчке:
  - Првак (8): 1958, 1963, 1964, 1965, 1966, 1968, 1970, 2002.
  - Вицепрвак (9): 1955, 1967, 1969, 1971, 1974, 1997, 2003, 2005, 2020.

- Куп Грчке:
  - Победник (5): 1981, 2000, 2001, 2018, 2020.
  - Финалиста (7): 1976, 1978, 1980, 1988, 1992, 1998, 1999.

### Међународни
- Куп победника купова / Сапорта куп:
  - Победник (2): 1968, 2000.

- Евролига:
  - Финалиста (1): 1998.

- ФИБА Лига шампиона:
  - Победник (1): 2018.
  - Финалиста (1): 2020.

- Интерконтинентални куп:
  - Победник (1): 2019.

## Учинак у претходним сезонама
| Сез.     | Првенство Грчке | Куп Грчке     | Европско такмичење                     | Остала такмичења                  |
| -------- | --------------- | ------------- | -------------------------------------- | --------------------------------- |
| 2014/15. | Четвртфинале ПО | —             | —                                      | —                                 |
| 2015/16. | Полуфинале ПО   | Четвртфинале  | Еврокуп — Прва фаза                    | —                                 |
| 2016/17. | Полуфинале ПО   | Полуфинале    | ФИБА Лига шампиона — Осмина финала     | —                                 |
| 2017/18. | Четвртфинале ПО | Победник      | ФИБА Лига шампиона — Победник          | —                                 |
| 2018/19. | Полуфинале ПО   | Четвртфинале  | ФИБА Лига шампиона — Четвртфинале      | Интерконтинентални куп — Победник |
| 2019/20. | Вицепрвак       | Победник      | ФИБА Лига шампиона — Финалиста         | —                                 |
| 2020/21. | Полуфинале ПО   | Четвртфинале  | ФИБА Лига шампиона — Друга групна фаза | —                                 |
| 2021/22. | Четвртфинале ПО | Полуфинале    | ФИБА Лига шампиона — Прва групна фаза  | —                                 |
| 2022/23. | Четвртфинале ПО | Полуфинале    | ФИБА Лига шампиона — Четвртфинале      | —                                 |
| 2023/24. | Четвртфинале ПО | Осмина финала | ФИБА Лига шампиона — Топ 16            | —                                 |
| 2024/25. | Полуфинале ПО   | Четвртфинале  | ФИБА Лига шампиона — Полуфинале        | —                                 |

## Познатији играчи
- Перо Антић
- Џерел Блесингејм
- Јанис Бурусис
- Саша Васиљевић
- Андреас Глинијадакис
- Милан Гуровић
- Никос Зисис
- Никола Јестратијевић
- Аријан Комазец
- Давор Кус
- Ибрахим Кутлај
- Благота Секулић
- Растко Цветковић
- Лајонел Чалмерс
- Кевин Пантер

## Познатији тренери
- Владе Ђуровић
- Душан Ивковић
- Крешимир Ћосић
- Драган Шакота